# Pipeline (Musikstück)
Pipeline ist ein Surfmusik-Instrumental der Chantays und wurde im Juli 1962 aufgenommen. Benannt wurde es nach einem Begriff aus dem Bereich Wellenreiten.

## Geschichte
Das Stück hieß ursprünglich Liberty's Whip – benannt nach dem Film Der Mann, der Liberty Valance erschoß (englischer Originaltitel: The Man Who Shot Liberty Valance). Es wurde umbenannt, nachdem die Bandmitglieder einen Surffilm aus Hawaii gesehen hatten. Geschrieben wurde es von den beiden Chantays-Gitarristen Bob Spickard und Brian Carman, ebenso wie auch die Rückseite Move It. Die Platte, die vom damaligen Surfboom mitgetragen wurde, stieg schnell in den Billboard-Charts auf, erreichte Platz 4 und wurde zu einem klassischen Hit der 1960er Jahre. Das Stück zeichnet sich durch Alberti-Bass-Arpeggios aus.
Obwohl sie unzählige Surf-Songs hatten, war Pipeline die einzige Hit-Single der Chantays und gilt als einer der Meilensteine des Surf-Genres. Der unverwechselbare Sound des Titels ist größtenteils darauf zurückzuführen, dass die Mischung im Vergleich zum typischen Rock ’n’ Roll der damaligen Zeit auf den Kopf gestellt wurde: Bassgitarre, E-Piano und Rhythmusgitarre standen im Vordergrund, während Leadgitarre und Schlagzeug weniger präsent waren. Obwohl die 45er-Scheibe nur in Mono veröffentlicht wurde, wurde das Stück in breitem Stereo aufgenommen, mit der Rhythmusgitarre ganz links, dem Bass und dem Schlagzeug ganz rechts und dem E-Piano und der Leadgitarre in der Mitte. Neuere Wiederveröffentlichungen, beginnend mit der 7"-Single von 1980 auf MCA Records, sind stereophon.
Die Hit-Single wurde im Dezember 1962 auf dem kleinen Downey-Label aus Kalifornien veröffentlicht (Downey D-104) und ab Januar 1963 von Dot Records als Dot 15-16440 landesweit vertrieben, jeweils im neutralen Firmenlochcover. Auf beiden Veröffentlichungen wurde der Bandname fälschlicherweise als Chantay's geschrieben. Weiterhin gab es etwa 20 verschiedene Lizenzpressungen in anderen Ländern, oft mit unterschiedlicher Covergestaltung.
Im November 1997 nahmen die Chantays eine neue akustische Version des Stückes mit dem Titel Pipeline Unplugged auf, die auf ihrem Album Waiting For The Tide veröffentlicht wurde.
Die Aufnahme von 1962 wurde als Hintergrundmusik für den BBC-Wettbewerb Goal of the Month verwendet. In den achtziger und neunziger Jahren wurde sie außerdem viele Jahre lang als Eingangsmusik für das Eishockeyteam der Edmonton Oilers bei Heimspielen im Northlands Coliseum verwendet, wobei Pipeline eine Anspielung auf die Ölindustrie ist.

## Charts und Chartplatzierungen
| ChartsChartplatzierungen       | Höchstplatzierung | Wochen |
| ------------------------------ | ----------------- | ------ |
| Vereinigtes Königreich (OCC)   | 16 (14 Wo.)       | 14     |
| Vereinigte Staaten (Billboard) | 4 (16 Wo.)        | 16     |

## Coverversionen
Pipeline wurde von vielen anderen Künstlern nachgespielt, darunter Johnny Thunders, Dick Dale (mit Stevie Ray Vaughan und Jimmie Vaughan), den Eagles, den Ventures, der Incredible Bongo Band, den Bad Manners, Hanoi Rocks, Hank Marvin (im Duett mit Duane Eddy auf Hanks Album Into the Light von 1992), Agent Orange, den Challengers, Anthrax, Hot Butter, Bruce Johnston (im Disco-Stil) und Sandy Nelson. Die Fassung von Stevie Ray Vaughan und Dick Dale wurde auch für den Soundtrack des Films Back to the Beach verwendet. 2011 brachte Pat Metheny eine Version mit akustischer Gitarre auf seiner CD What’s It All About. 2014 veröffentlichte Bill Frisell eine Jazz-Fassung von Pipeline auf seiner CD Guitar In The Space Age.

## Sonstiges
- Im Film More American Graffiti läuft Pipeline während eines Hubschrauber-Einsatzes in Vietnam.
- Auf Neil Youngs LP Reactor von 1981 wird im Stück Rapid Transit auf Pipeline angespielt.
- Im Film Club Paradise läuft Pipeline in einigen Szenen, als Barry (Rick Moranis) die Kontrolle über sein Surfbrett verliert und aufs Meer hinausgetrieben wird.